# Dana Scott
Dana Stewart Scott (11 oktober 1932) is een Amerikaans emeritus hoogleraar, die onderzoek verricht heeft in de informatica, wiskunde en wijsbegeerte. Samen met Michael Rabin kreeg hij in 1976 de Turing Award voor hun werk op het gebied van de automatentheorie. Hij is vooral bekend van zijn werk op het gebied van de semantiek van programmeertalen, dat hij samen met Christopher Strachey uitvoerde.

## Carrière
In 1954 behaalde Scott zijn Bachelor-diploma in de wiskunde in Berkeley. Hij begon met een promotieonderzoek onder begeleiding van Alfred Tarski, maar verhuisde vanwege een ruzie met hem naar Princeton, en voltooide daar in 1958 zijn proefschrift onder Alonzo Church.
Hierna kreeg hij een baan als docent aan de Universiteit van Chicago. Tijdens deze periode schreef hij samen met Michael Rabin het baanbrekende artikel "Finite automata and their decision problems", waarin ze niet-deterministische eindige automaten introduceerden, die een belangrijk concept binnen de theoretische informatica zouden worden. Hiervoor werd hen in 1976 de Turing Award toegekend.
In 1960 nam Scott een baan als universitair docent aan in Berkeley. In deze periode werkte hij onder andere aan modale logica.
In 1963 werd Scott universitair docent in de logica en wiskunde in Stanford. In 1967 werd hij hoogleraar. Tijdens zijn verblijf in Stanford gaf hij een nieuw bewijs voor het feit dat de continuümhypothese onafhankelijk is van de axioma's van de verzamelingenleer, een stelling die eerder door Paul Cohen was bewezen. Na een kort verblijf aan de Universiteit van Amsterdam werkte hij drie jaar als hoogleraar in de wijsbegeerte en wiskunde aan de Princeton-universiteit.
Tussen 1972 en 1981 was hij hoogleraar in de wiskundige logica aan de Universiteit van Oxford. In deze periode legde hij met Christopher Strachey de grondvesten voor de denotationele semantiek van programmeertalen, het werk waarmee hij het bekendst werd.
Vanaf 1981 tot zijn emeritaat in 2003 was hij hoogleraar informatica, wiskundige logica en wijsbegeerte aan de Carnegie Mellon universiteit.